# Xian d'Awat
Cette page contient des caractères spéciaux ou non latins. S’ils s’affichent mal (▯, ?, etc.), consultez la page d’aide Unicode.
Le xian d'Awat (阿瓦提县 ; pinyin : Āwǎtí Xiàn ; ouïghour : ئاۋات ناھىيىسى / Avat Nahiyisi) est un district administratif de la région autonome du Xinjiang en Chine. Il est placé sous la juridiction de la préfecture d'Aksou.

## Démographie
La population du district était de 188 695 habitants en 1999.